# Anemonia hemprichi
Anemonia hemprichi är en havsanemonart som först beskrevs av Carl Benjamin Klunzinger 1877.  Anemonia hemprichi ingår i släktet Anemonia och familjen Actiniidae. Inga underarter finns listade i Catalogue of Life.